# Lago Esperanza
Der Lago Esperanza oder l’Estany Gran oder Es Lac Gran ist ein See in Mallorca auf dem Gemeindegebiet von Alcúdia. Der flache See war ursprünglich ein abgetrennter Meeresarm in der Nähe des Parc natural de s’Albufera de Mallorca, mit dem er noch über Kanäle verbunden ist. Den Namen Lago Esperanza hat der See erst in den Sechzigerjahren erhalten.
Mittlerweile ist der See in das Stadtgebiet von Alcúdia integriert und weitgehend von Hotels und Ferienanlagen umgeben.